# Gitta Alpár

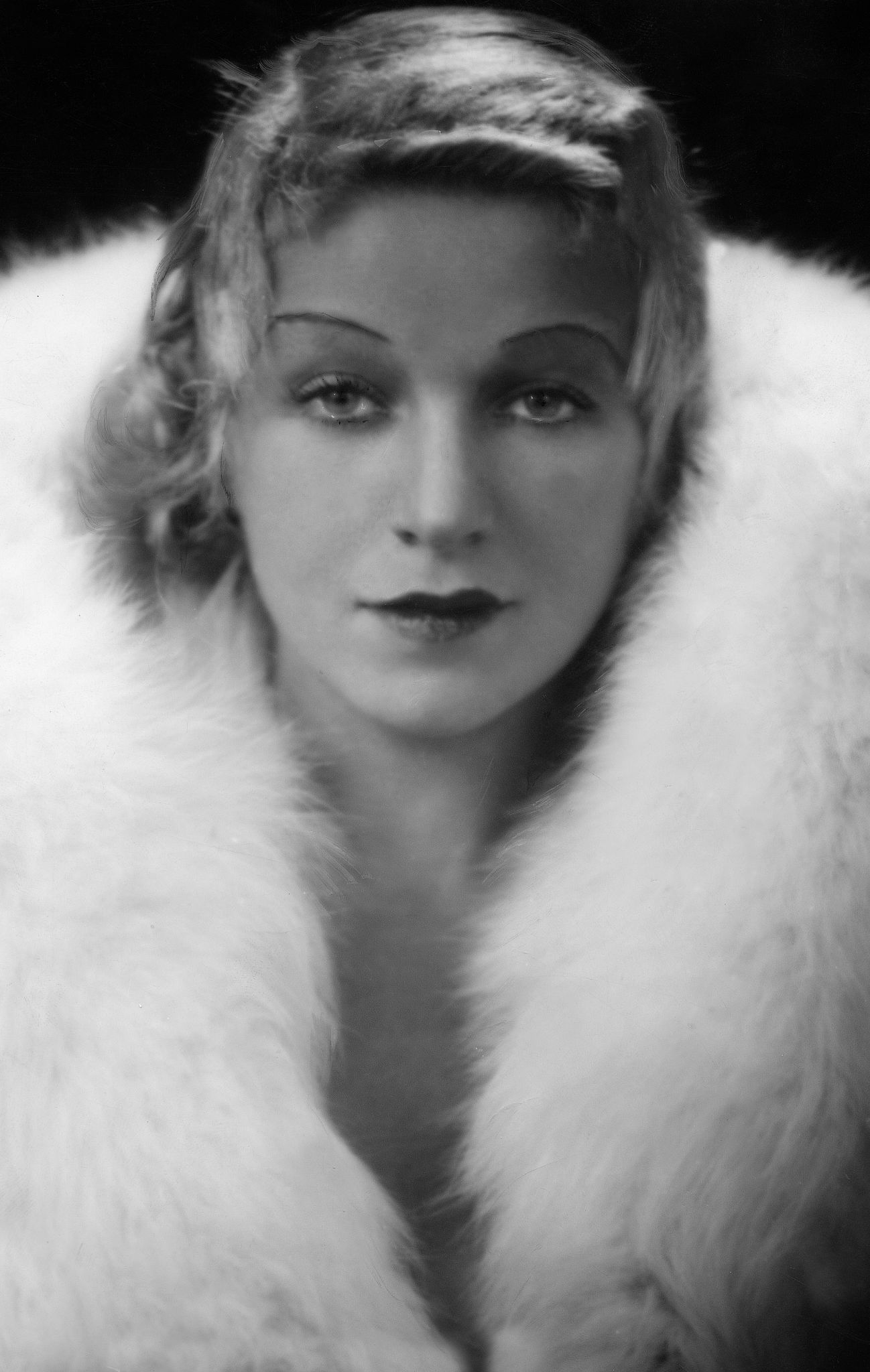
Gitta Alpár.

Gitta Alpár, född 5 februari 1903 i Budapest i dåvarande Österrike-Ungern, död 17 februari 1991 i Palm Springs i Kalifornien i USA, var en ungersk skådespelare och operettsångare som hade sin storhetstid under Weimarrepublikens existens. Hon uppträdde från 1923 på Ungerska statsoperan och var från 1927 engagerad vid operan i Berlin. Hon filmdebuterade 1932 och medverkade i ett fåtal  filmer, ofta med mycket musik. I filmen Hon eller ingen från 1932 hade hon Max Hansen som motspelare. Hon spelade även in flera 78-varvare för skivbolaget Odeon.
Hon var från 1931 gift med skådespelaren Gustav Fröhlich. Äktenskapet upplöstes 1935. Alpárs far var av judisk börd och NSDAPs makttillträde 1933 omöjliggjorde äktenskapet. Fröhlich övergav henne för att kunna fortsätta sin filmkarriär och själv flydde hon först till Österrike sedan England och slutligen USA. Hon försökte fortsätta sin karriär men lyckades inte, bland annat på grund av språkbarriärer. 1987 tilldelades hon det tyska hedersfilmpriset Filmband in Gold.